# Kimmy Repond
Kimmy Repond (Basilea, 18 de octubre de 2006) es una deportista suiza que compite en patinaje artístico, en la modalidad individual. Ganó una medalla de bronce en el Campeonato Europeo de Patinaje Artístico sobre Hielo de 2023.

## Palmarés internacional
| Campeonato Europeo | Campeonato Europeo | Campeonato Europeo | Campeonato Europeo |
| Año                | Lugar              | Medalla            | Categoría          |
| ------------------ | ------------------ | ------------------ | ------------------ |
| 2023               | Espoo (Finlandia)  | Medalla de bronce  | Individual         |